# Felix Hanschmann
Felix Hanschmann (* 4. Januar 1973 in Darmstadt) ist Rechtswissenschaftler und seit Mai 2021 Inhaber des Dieter-Pawlik-Stiftungslehrstuhls für Kritik des Rechts – Grundlagen und Praxis des demokratischen Rechtsstaats an der Bucerius Law School in Hamburg.

## Leben
Nach dem Abitur an der Bertolt-Brecht-Schule in Darmstadt studierte Hanschmann Rechtswissenschaft in Frankfurt am Main und Soziologie in Darmstadt. Nach dem 1. Staatsexamen (2000) und dem 2. Staatsexamen (2007) in Frankfurt am Main war er 2004/05 Gastforscher am Institute for Global Law and Policy der Harvard Law School sowie wissenschaftlicher Mitarbeiter bei David Kennedy. Von 2000 bis 2004 war er wissenschaftlicher Mitarbeiter bei Günter Frankenberg, 2001 bei Regina Ogorek und 2001/02 am Wilhelm-Merton-Zentrum für europäische Integration und internationale Wirtschaftsordnung der Goethe-Universität Frankfurt am Main bei Armin von Bogdandy. Gefördert durch ein Promotionsstipendium der Studienstiftung des deutschen Volkes wurde er im Jahr 2004 bei Günter Frankenberg in Frankfurt am Main promoviert.
In den Jahren 2005/06 und 2008/09 arbeitete er als wissenschaftlicher Mitarbeiter und Referent am Max-Planck-Institut für ausländisches öffentliches Recht und Völkerrecht in Heidelberg, 2007/08 und 2009/10 war er wissenschaftlicher Mitarbeiter am Bundesverfassungsgericht bei Brun-Otto Bryde. In den Jahren 2012 bis 2018 war er Akademischer Rat an der Goethe-Universität in Frankfurt am Main.
Im Jahr 2016 habilitierte er sich an der Goethe-Universität Frankfurt und erwarb die Venia Legendi für Öffentliches Recht, Völkerrecht und Rechtstheorie. Es folgten Lehrstuhlvertretungen in Gießen, Freiburg und Leipzig. Von 2017 bis 2021 übernahm Hanschmann die Vertretung des Lehrstuhls für Öffentliches Recht, insbesondere Verfassungsrecht und Rechtsphilosophie an der Humboldt-Universität zu Berlin.
Seit Mai 2021 ist Hanschmann Inhaber des von der Dieter Hubertus Pawlik Stiftung geförderten Lehrstuhls Kritik des Rechts – Grundlagen und Praxis des demokratischen Rechtsstaats an der Bucerius Law School in Hamburg.
Hanschmann ist Vertrauensdozent der Studienstiftung des deutschen Volkes und der Rosa-Luxemburg-Stiftung.

## Forschungsschwerpunkte
Die Forschungsschwerpunkte von Felix Hanschmann sind Grundlagen des Rechts, Verfassungsrecht und Verfassungstheorie, Verwaltungsrecht, Völkerrecht  und Theorien des Völkerrechts.

## Veröffentlichungen
- mit Hermann Avenarius: Schulrecht: Ein Handbuch für Praxis, Rechtsprechung und Wissenschaft. Carl Link Verlag, Köln 2019, ISBN 978-3-556-07364-3
- mit Helena Lindemann, Nina Malaviya, Alexander Hanebeck, Rainer Nickel, Timo Tohidipur (Hrsg.): Erzählungen vom Konstitutionalismus. Nomos, Baden-Baden 2012, ISBN 978-3-8329-7667-5
- Staatliche Bildung und Erziehung: Ganztagesschule, Bildungsstandards und selbständige Schule als Herausforderungen für das Verfassungs- und Schulrecht. Mohr Siebeck, Tübingen 2017, ISBN 978-3-16-154809-3
- Der Begriff der Homogenität in der Verfassungslehre und Europarechtswissenschaft. Zur These von der Notwendigkeit homogener Kollektive unter besonderer Berücksichtigung der Homogenitätskriterien „Geschichte“ und „Sprache“. Springer Verlag, Heidelberg 2008, ISBN 978-3-540-79138-6